# Didier Dubois (athlétisme)
Pour les articles homonymes, voir Didier Dubois et Dubois.
Didier Dubois (né le 17 novembre 1957 à Malo-les-Bains) est un athlète français spécialiste du 400 mètres.
Il remporte la médaille de bronze du 400 mètres lors des Championnats d’Europe en salle 1984 de Göteborg, s’inclinant avec le temps de 47 s 29 face au Soviétique Sergey Lovachov et à l’Italien Roberto Tozzi. Sélectionné à vingt reprises en équipe de France d’athlétisme, il participe à deux Jeux olympiques consécutifs. En 1980, à Moscou, il est éliminé en demi-finale du 400 m et termine quatrième de la finale du relais 4 × 400 m. Quatre ans plus tard, à Los Angeles, il est éliminé dès le premier tour du relais 4 × 400 m.
Licencié à l’US Tourcoing, il remporte les Championnats de France d’athlétisme en 1980 et les Championnats de France en salle en 1984.
Son record personnel sur 400 m est de 46 s 10, en 1980.

## Palmarès
| Date | Compétition                    | Lieu     | Résultat | Épreuve   |
| ---- | ------------------------------ | -------- | -------- | --------- |
| 1979 | Jeux méditerranéens            | Split    | 2e       | 400 m     |
| 1980 | Jeux olympiques                | Moscou   | 4e       | 4 × 400 m |
| 1984 | Championnats d’Europe en salle | Göteborg | 3e       | 400 m     |

## Sources
- DocAthlé2003, p. 467, Fédération française d’athlétisme, 2003.